# BitBake
BitBake는 임베디드 리눅스의 크로스 컴파일 과정을 위한 패키지와 관련파일들을 빌드하는 데 사용되는 툴이다.

## BitBake Recipes
BitBake recipes는 특정패키지에 대한 빌드방법을 구체화하고, 패키지들의 의존성, 위치, 설정법, 컴파일, 빌드, 설치 및 제거정보를 포함한다. 그리고 패키지의 메타데이터 정보를 표준화된 변수들로 가지고 있다.
BitBake recipes는 패키지의 소스 URL (http, https, ftp, cvs, svn, git, 로컬 파일 시스템), 패키지간의 의존성, 컴파일, 설치옵션들로 구성되어있다. 빌드 진행중에 BitBake recipes는 패키지의 의존성을 추적하고, 네이티브 혹은 크로스 컴파일을 로컬 혹은 타겟 장치에 맞게 수행한다. 루트 파일 시스템과 완전한 이미지를 생성할 수 있다. 또한 타겟 플랫폼에 맞는 크로스 컴파일 툴체인을 생성한다.

## 같이 보기
- 욕토 프로젝트